# Кундуриотис, Лазарь
Лазарь Кондуриоти (греч. Λάζαρος Κουντουριώτης; 1768, Идра — 6 июня 1852) — брат Георга Кондуриоти.
Потратил значительные денежные средства на дело освобождения Греции. Во время войны был президентом сената на своём родном острове и всеми силами противодействовал избранию, а затем политике первого правителя независимой Греции 
Иоанна Каподистрии.